# Gabi Zange
Gabriele "Gabi" Zange, nata Schönbrunn (Crimmitschau, 1º giugno 1961), è un'ex pattinatrice di velocità su ghiaccio tedesca.

## Palmarès

### Olimpiadi
- 3 medaglie[1]:
  - 3 bronzi (3000 metri a Sarajevo 1984; 3000 metri a Calgary 1988; 5000 metri a Calgary 1988)

### Mondiali - Completi
- 2 medaglie[1]:
  - 1 argento (Sarajevo 1985)
  - 1 bronzo (Deventer 1984)

### Europei
- 2 medaglie[1]:
  - 1 oro (Alma-Ata 1984)
  - 1 bronzo (Heerenveen 1981)